# Batalla de Marmarajá
La batalla de Marmarajá, o combate de Marmarajá, fue un enfrentamiento bélico entre las tropas de Buenos Aires comandadas por el capitán Manuel Dorrego y las tropas orientales lideradas por el oficial Fernando Otorgués, efectuada en las cercanías del arroyo Marmarajá acaecida el 6 de octubre de 1814 al pie del cerro de ese nombre (que quiere decir “cerro frío”).

## Antecedentes
En septiembre de 1814 una fuerza militar del Directorio Unitario dirigida por el general Carlos María de Alvear desembarcó en Colonia y comenzó a operar en la Provincia Oriental. 
El plan de Alvear para derrotar a Artigas, consistía en avanzar rápidamente hasta el centro de la Banda Oriental, con un ejército poderoso ocupando los pasos del río Negro e interceptando las comunicaciones entre Artigas y Otorgués, tratando de evitar que se unieran. Estas operaciones serían complementadas por los coroneles Juan José Viamonte, Eusebio Valdenegro, Blas Pico, que ocuparían los pasos del río Uruguay impidiendo las comunicaciones de Artigas con el coronel Blas Basualdo, jefe de los Blandengues. Una vez interpuesto entre las posiciones orientales, batiría a cada uno por separado. En primer lugar atacaría a Otorgués en el Sur, luego a Artigas y a Rivera en el Norte, para finalizar haciendo atacar a Blas Basualdo por Valdenegro al oeste del Río Uruguay.
Cumpliendo su plan de operaciones Alvear inició su avance hacia el noreste, pero con lentitud por faltas de elementos de movilidad. El día 13 llegó a orillas del arroyo Porongos, al sur del río Yí, sin haber podido montar la infantería. Para procurarse el informe adelantó un batallón de reconocimiento de Dragones hasta el Paso de los Toros, el cual ocupó tras un breve combate.
Las posiciones de las fuerzas artiguistas eran las siguientes, según los informes de inteligencia de las fuerzas de Alvear, Artigas tenía su Cuartel General en los Campos de Arerunguá, Lavalleja estaba en los alrededores de Minas, Otorgués en el arroyo Marmarajá y Rivera en el Paso del Cuello. A partir de este momento se fraccionaron las fuerzas en tres divisiones, según detalles de maniobra contenida en un oficio elevado al gobierno por Alvear desde su campamento en Paso de los Toros. El coronel Rafael Hortiguera debía dirigirse con 600 hombres con toda rapidez hacia Salsipuedes en persecución de Artigas.
El coronel Manuel Dorrego debía marchar también con rapidez siguiendo las Cuchillas de Durazno y luego la Cuchilla Grande (a fin de evitar el cruce de ríos y arroyos crecidos o desbordados) y situarse entre las nacientes de los ríos Yí y Cebollatí para batir a Otorgués en caso de que intentara atravesar ese punto para unirse con Artigas. Alvear con otro destacamento de 600 hombres se dirigió a Porongos y luego a Florida para atacar a Otorgués y presionarlo hacia la zona ocupada por Manuel Dorrego. La Infantería, que se encontraba en Pando la envió para Montevideo, según órdenes que envía el mayor Ballestero. Alvear creyó terminar esta campaña en 15 días si se obraba con rapidez pero la realidad era muy diferente.
A mediados de ese mes, el oficial oriental Fernando Otorgués se encontraba operando en el este, sobre las serranías de Minas, conformando una fuerza de 8.000 hombres, mientras que el Directorio dispuso a Manuel Dorrego en persecución de éstas para ubicarlas y batirlas. 
El día 5 de octubre el capitán Manuel Mármol de las fuerzas del 2º Regimiento tomó prisioneros a los capitanes Rodríguez y Miguel Gadea y a 31 soldados, así como también a una Compañía de Morenos, obteniendo como resultado 2 oficiales prisioneros y 50 soldados, mientras que por su parte el teniente de Granaderos a Caballo, Manuel Suárez atacó y apresó al capitán Mieres con 26 soldados.

## Desarrollo de la batalla
Otorgués se encontraba acampado en las faldas del cerro Marmarajá, a orillas del arroyo homónimo, donde fue atacado por sorpresa por las fuerzas de Dorrego, que contabilizaban 800 hombres. Éstas avanzaron en la madrugada del día 6 y en rápida acción dispersaron a las divisiones del ejército de vanguardia, produciéndole a una de ellas 28 muertos y 43 prisioneros.

## Consecuencias
Cayó en poder de Dorrego toda la artillería del ejército, caballos, carruajes, dinero y hasta el propio sombrero, uniformes y espada de Otorgues. Entre los prisioneros también se contabilizaron la propia familia del caudillo Otorgués. El ejército oriental de vanguardia comandado por Otorgués se puso en retirada perseguido por las fuerzas de Dorrego.
Las autoridades del Directorio aprovecharon la victoria para difundir sus logros y reforzar la moral de sus seguidores en todo el territorio del antiguo Virreinato, celebrando la victoria con actos como la lectura de partes oficiales, misas y Tedeum. Sin embargo, a pesar de este triunfo inicial, la situación favorable para las fuerzas del Directorio no perduró debido a diversos problemas logísticos y la resistencia local. Estos problemas incluyeron la falta de recursos, como caballos, leña y alimentos, así como un aumento en las deserciones y la negativa de la población a colaborar con las fuerzas del Directorio.